# Marco Gasperetti
Marco Gasperetti (Livorno, 31 agosto 1956) è un giornalista e saggista italiano.

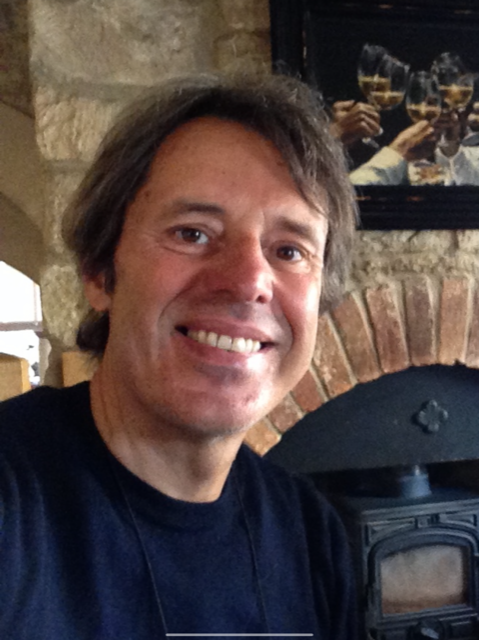
Marco Gasperetti, giornalista

Ha lavorato dal 1981 al 2001 per il Gruppo l'Espresso ed è stato tra i fondatori del webteam Espresso Finegil, una delle prime strutture italiane di giornalismo online. Dal 2001 lavora al Corriere della Sera dove si occupa di cronaca, politica, cultura e new media ed è stato coordinatore della sezione Buonenotizie e responsabile del blog Spiagge . Dal 2024 è nel team delle firme di In Viaggio con le firme del Corriere della Sera.  Dal 2001 è docente di Giornalismo online e Didattica multimediale all'Università di Pisa e dal 2025 anche di Tecnologia, umanesimo e pedagogia della mobilità nello stesso ateneo. Gasperetti in passato ha insegnato alle università di Udine e di Firenze dove si è laureato con il massimo dei voti con una tesi sulla filosofia costruzionista. È direttore di IconNotizie, organo d'informazione di Icon (Italian culture on the net), il Consorzio composto da diciannove Università italiane che opera in convenzione con il Ministero degli Affari Esteri, con il patrocinio della Presidenza della Camera dei Deputati e con il sostegno della Presidenza del Consiglio dei Ministri e del Ministero dell'Università, per promuovere e diffondere la lingua e la cultura dell'Italia nel mondo attraverso tecnologie telematiche e specifiche iniziative didattiche. È stato consulente della Scuola Superiore Sant’Anna di Pisa e dell’Università di Pisa. Ha scritto articoli su Mondo, Espresso, Herald Tribune, Europeo, Gulliver, Le Scienze.
Marco Gasperetti è stato ospite in varie trasmissioni televisive di Rai 2, Rai 1 e Canale 5. 
Tra i premi di giornalismo vinti il Viareggio-Répaci e l'Arrigo Benedetti.
Da 18 sino a 22 anni, dopo gli studi al conservatorio che ha frequentato insieme al liceo e all’università, ha suonato nel complesso di Milva con concerti a New York (Madison Square Garden), Tokyo, Mosca, e nelle principali capitali europee.
Tra i libri pubblicati, Il computer in classe (Garamond, Roma, 1998), Scuola e computer (Apogeo, Milano, 1999), Computador na educação (Esfera, San Paolo del Brasile, 2002), Internet e computer in famiglia (Apogeo, Milano, 2001), News, il giornale in classe ai tempi di Internet (D'Anna, Firenze, 2002), Comunicare (Apogeo, Milano 2004), Casa hi-tech (Apogeo, Milano, 2007), Maledettamente Toscani (Felici, Pisa, 2014),  Buone Notizie, a cura di Giangiacomo Schiavi (Rcs, Corriere della Sera, Milano 2014), Giornalismo 3D La metamorfosi di una professione (Ets, Pisa, 2015), Pino Daniele, blues per sempre (Rcs Corriere della Sera, Milano, 2015), La società dei giornalisti estinti (Polistampa Archiviato il 18 luglio 2020 in Internet Archive. Mauro Pagliai Editore, Firenze, 2020), Impossibile non comunicare Regole per un efficace uso di Internet tra notizie e social network (Astarte, Pisa, 2020), Convivere sulla strada a cura di Stefano Guarnieri, capitoli dedicati a La tecnologia un grande aiuto per la safety e Verso la mobilità del futuro. (Giunti, Firenze 2025). 